# سوبیاتنو
سوبیاتنو (به لهستانی:  Sobiatyno) یک روستا در لهستان است که در گمینا میلیچتسه واقع شده‌است.